# Seven de Mar del Plata

Estádio José María Minella, sede da competição.

O torneio Seven de Mar del Plata, oficialmente designado Citi Seven de Mar del Plata, por questões de patrocínio, é um dos principais campeonatos de rugby sevens da América do Sul. É disputado anualmente desde 1951, no estádio José María Minella, da cidade argentina de Mar del Plata, na província de Buenos Aires. Geralmente disputado no mês de janeiro, conta com duas disputas paralelas, uma de seleções nacionais e provinciais da Argentina, e outra de clubes, em sua grande maioria do país sede.
Sua importância é ressaltada por já ter feito parte do Circuito Internacional de Rugby Sevens da International Rugby Board (IRB) no passado, status que almeja ter de volta para a temporada 2013-2014.